# 胃
胃是人类和其他脊椎动物消化系統的一部分，是贮藏和消化食物的器官，上接食道，下接十二指腸。位置大约位于人体肋骨以下的左上腹。主要是將大塊食物研磨成小塊，將食物中的大分子降解成較小分子，以便進一步吸收。

## 结构

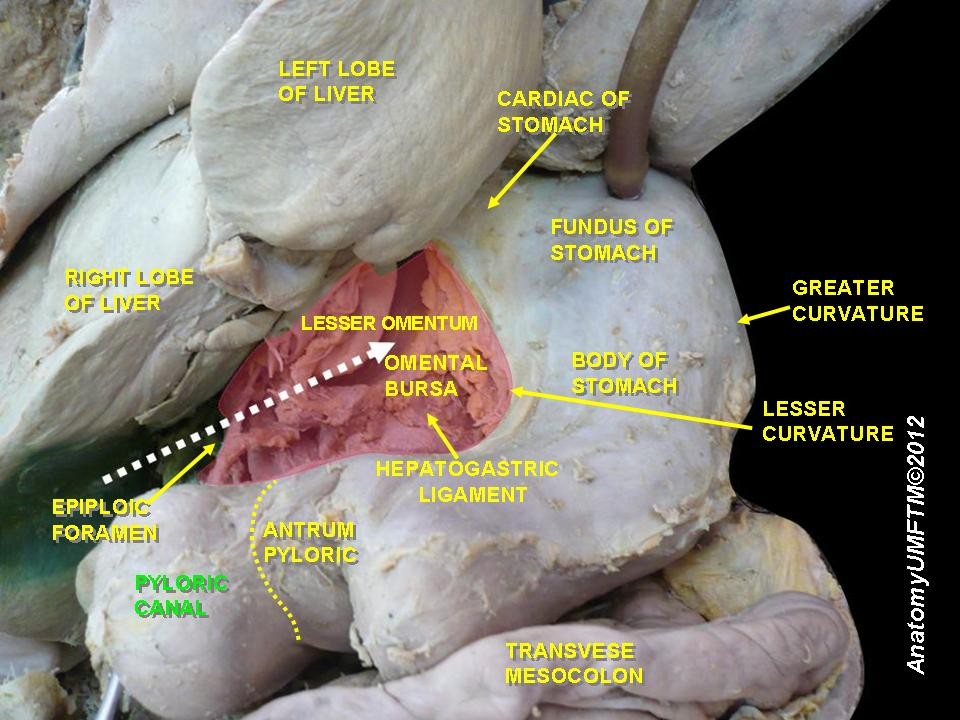
人体胃部实际解剖照

鱼类、有尾两栖类和蛇类，因身体细长，胃呈纺锤形；哺乳类动物因身体粗短，胃则呈袋状弯曲，横卧于腹腔内。鱼类、两栖类、爬行类和鸟类的腺胃黏膜中，分泌盐酸、胃蛋白酶原的细胞是同一种细胞（泌酸酶细胞）。哺乳动物的某些种属中，如食蝗小鼠、河狸和海牛等，其胃小弯近贲门处还有袋状或结节状的胃腺。
哺乳类：胃壁一般由黏膜层（内层），浆膜层（外层），平滑肌组成的肌层（中间）构成。大部分胃黏膜都有胃腺，也有不含胃腺，如鼠类的胃分前后两部，前胃不含胃腺，腺胃含胃腺。反刍类仅皱胃有胃腺。不含胃腺的胃黏膜由複层鳞状上皮覆盖，含胃腺的黏膜由单层柱状上皮覆盖。胃腺有3类（贲门腺、幽门腺、泌酸腺）。泌酸腺存在于胃体、胃底的黏膜内，系直管腺，大约3～7个腺体的管腔排放到胃黏膜表面的一个小陷窝内，每平方毫米的黏膜有90～100个小陷窝。
灵长类、大多数食肉类、许多食虫目动物中，胃往往是单腔器官，前端与食管连接（贲门），后端与小腸连接（幽门）。
反刍类（牛、山羊、绵羊）胃分四室，瘤胃、网胃、瓣胃、皱胃。鸟类食管在锁骨水平膨大成嗉囊。嗉囊壁薄，内表面由複层鳞状上皮覆盖，囊内存在由食管、唾液腺分泌的消化酶，嗉囊有类似胃的功能，贮存食物、对食物进行初步消化。鸟胃前为腺胃，能分泌消化液；后为肌胃（砂囊），可借助吞食的砂粒来研碎食物。有些动物没有胃，如鸭嘴兽，针鼹、无胃鱼等，其食管直接与小腸相连。頭索动物（如文昌鱼、圆口类）也没有真正的胃。

## 功能
储存：咀嚼、吞咽食物时，反射通过迷走神经引起胃体、胃底肌肉舒张、容受性舒张，食物涌入胃内。食物有充分时间在胃内消化，缓慢地进入小腸。
消化：胃壁的平滑肌微弱的持续性收缩（紧张性收缩），使胃腔具有一定压力，有助于胃液掺入食物、推动食糜向小腸移行。胃体向幽门方向进行的胃壁肌肉节律性收缩、舒张活动（蠕动）。在胃大弯的近胃底中部可能存在蠕动的起搏点。蠕动使食物和胃液充分混合，搅拌磨碎食物，经幽门推送食糜入小腸。
排空：食物入胃后，胃内压逐渐升高，把食糜间断的推进幽門。酸性食糜进入幽門后刺激肠黏膜，通过神经、体液途径抑制胃运动，排放中止。当酸性食糜被十二指肠内碱性液体中和后，抑制胃运动的作用解除。排空过程中，幽门括约肌限制每次排出食物的量，防止小腸内容物逆流入胃。一般水只需10分钟就从人胃排空，糖类食物需2小时以上，蛋白质排空较慢，脂肪更慢，混合性食物需4～5小时。 
化学消化：主细胞分泌的胃蛋白酶原在胃酸、已激活的胃蛋白酶的作用下，转变成有活性的胃蛋白酶。胃蛋白酶起作用的最适酸度为pH=2，在pH=5的环境中失活。它能水解蛋白质中的酪氨酸、苯丙氨酸，或谷氨酸、天门冬氨酸的羧基所组成的肽链，使蛋白质分解成较小的肽。幼年反刍动物（如小牛和小山羊）的胃液中，还含有凝乳酶，有强烈的凝固乳汁作用，使乳汁易受蛋白酶的分解。 
由壁细胞分泌的盐酸能激活胃蛋白酶原、提供适宜的酸性环境；杀死随食物进入胃内的微生物；盐酸进入小腸后还可促进胰液、肠液、胆汁的分泌。
由胃黏膜的表面上皮细胞、胃腺的黏液细胞及贲门腺、幽门腺所分泌的黏液中含有多种大分子物质，如蛋白质、糖蛋白、黏多糖等，其中糖蛋白是黏液中的主要组分。黏液分泌后构成屏障，有中和胃酸、抵抗胃蛋白酶消化胃壁的作用。 
在正常胃组织、胃液中，还存在着一种由壁细胞分泌的与维生素B12吸收有关的物质（内因子）。内因子与维生素B12结合，保护维生素B12在肠腔内不容易被破坏，还能吸附在回肠壁的受体上，有利于回肠上皮细胞对维生素B12的吸收。缺乏内因子，会产生恶性贫血。 
吸收:
一般胃對於蛋白質不會吸收，對於其他例如醣類或脂類也不進行吸收作用，但會吸收少量的酒精和藥劑。

### 胃液分泌
空腹情况下，仅幽门部黏膜分泌少量胃液；进食后5～10分钟，胃液分泌明显增多。至少有3种物质共同调节（胃黏膜局部释放的组胺，胃窦G细胞释放的胃泌素，迷走神经末梢释放的乙酰胆碱）。组胺能加强胃泌素、乙酰胆碱的作用，组胺-胃泌素或组胺-乙酰胆碱联合作用，大于两个刺激物单独作用之和。
- 头期：食物刺激口腔、咽和食管的感受器后，冲动通过舌神经、舌咽神经的传入纤维到达与消化有关的中枢（下丘脑、延髓），再经迷走神经中的副交感神经纤维直接使胃腺分泌胃液，或通过胃窦的G细胞释放胃泌素，后者通过血流刺激胃腺分泌胃液。在此非条件反射基础上，食物的外形、气味、颜色等，同食物刺激相结合，还可建立胃液分泌的条件反射。
- 胃期：机械性扩张胃窦，引起胃泌素释放，反射地引起泌酸细胞分泌胃酸；机械性扩张胃的泌酸腺区，也可反射地引起胃泌素释放；蛋白质的不完全消化产物可化学性地刺激胃窦黏膜，较强地引起胃泌素释放。胃泌素通过血液循环刺激胃腺，使分泌胃酸、胃蛋白酶原。食物刺激还能引起胃黏膜释放前列腺素导致胃黏膜分泌黏液、碳酸根离子。
- 肠期：食糜进入小腸后，还能继续刺激胃液分泌，这可能是通过小腸黏膜释放胃泌素或其他胃肠激素引起的。肠期的分泌量少。
- 抑制：在消化期，抑制胃液分泌的重要物质为盐酸、脂肪和糖。当盐酸分泌达一定的临界浓度时（在幽门部临界浓度的pH值为1.2～1.5，賁門为2.5）能抑制胃液分泌。胃内盐酸通过释放生长抑素抑制胃酸分泌，小腸内的盐酸，通过释放促胰液素、抑胃肽（GIP）等胃肠激素，抑制胃液分泌。进入小肠的脂肪可刺激抑胃肽、神经降压素释放，抑制胃液分泌。

## 相关书籍
- 《高級程度生物3》何沃光